# 伊萬諾夫島
伊萬諾夫島（俄语：Остров Иванова）是俄羅斯的島嶼，屬於法蘭士約瑟夫地群島的一部分，位於賴涅拉島東北700米，由阿爾漢格爾斯克州負責管轄，長0.6公里。